# Lijst van beschermd erfgoed in Remicourt
Onderstaande tabel geeft een overzicht van de beschermde erfgoederen in de gemeente Remicourt. Het beschermd erfgoed maakt deel uit van het cultureel erfgoed in België.
| Object                                                                                                | Bouwjaar/architect | Deelgemeente | Adres                                      | Coördinaten                   | Nummer?                | Afbeelding                                                                       |
| --- | ------------------ | ------------ | ------------------------------------------ | ----------------------------- | ---------------------- | -------------------------------------------------------------------------------- |
| Kerk Saint-André, met uitzondering van de noordelijke zijbeuk en de sacristie                         |                    |              |                                            | 50° 41' 54" NB, 5° 20' 24" OL | 64063-CLT-0001-01 Info | Kerk Saint-André, met uitzondering van de noordelijke zijbeuk en de sacristie    |
| Tumulus van Hodeige en omgeving                                                                       |                    |              |                                            | 50° 42' 1" NB, 5° 21' 52" OL  | 64063-CLT-0002-01 Info | Tumulus van Hodeige en omgeving                                                  |
| Kerk Saint-Hadelin: toren                                                                             |                    |              | Lamine                                     | 50° 41' 25" NB, 5° 20' 16" OL | 64063-CLT-0003-01 Info | Kerk Saint-Hadelin: toren                                                        |
| Motteheuvel van Lamine                                                                                |                    | Lamine       |                                            | 50° 41' 22" NB, 5° 20' 10" OL | 64063-CLT-0004-01 Info | Motteheuvel van Lamine                                                           |
| Kerk Notre-Dame de l'Assomption                                                                       |                    |              | Momalle                                    | 50° 41' 8" NB, 5° 22' 23" OL  | 64063-CLT-0005-01 Info | Kerk Notre-Dame de l'Assomption                                                  |
| Kapel Notre-Dame de l'Arbre en de drie lindebomen geplant bij de ingang van het heiligdom, te Momalle |                    |              |                                            | 50° 40' 57" NB, 5° 23' 10" OL | 64063-CLT-0006-01 Info |                                                                                  |
| Ensemble gevormd door de kapel Notre-Dame de l'Arbre en diens omgeving                                |                    |              |                                            | 50° 40' 57" NB, 5° 23' 9" OL  | 64063-CLT-0007-01 Info |                                                                                  |
| Tumulus van Noville, het ensemble van de tumulus en het perceel waar het op ligt                      |                    |              |                                            | 50° 40' 1" NB, 5° 22' 51" OL  | 64063-CLT-0008-01 Info | Tumulus van Noville, het ensemble van de tumulus en het perceel waar het op ligt |
| Windmolen                                                                                             |                    |              | rue Haut Vinâve, n°72 (M) et alentours (S) | 50° 40' 59" NB, 5° 23' 18" OL | 64063-CLT-0009-01 Info |                                                                                  |
| Tumulus van Hodeige                                                                                   |                    | Hodeige      |                                            | 50° 42' 1" NB, 5° 21' 52" OL  | 64063-PEX-0001-01 Info | Tumulus van Hodeige                                                              |
| Tumulus van Noville, de archeologische site                                                           |                    |              |                                            | 50° 40' 1" NB, 5° 22' 51" OL  | 64063-PEX-0002-01 Info | Tumulus van Noville, de archeologische site                                      |